# 요괴워치 3
요괴워치 3(일본어: 妖怪ウォッチ３, Yo-kai Watch 3, 요카이 워치 3)는 LEVEL-5가 닌텐도 3DS용으로 개발한 롤플레잉 비디오 게임이다. 게임의 이름에서 알 수 있뜻이 요괴워치 비디오 게임의 주요 시리즈 중 3번째 게임으로, 처음에는 2016년 7월에 일본에서 '스시' 버전과 '뎀뿌라' 버전으로 출시되었다. 이 게임의 3번째 버전 '스키야키'는 일본에서 2016년 12월에 출시되었으며 오리지널판에 사소한 개선사항을 추가했다. 스키야키 기판 영어판은 닌텐도가 배급했으며 PAL 지역에서 2018년 12월에 출시되었으며 북아메리카에서는 2개월 뒤에 출시되었다. 요괴워치 3는 한국어로 지역화되지 않은 최초의 요괴워치 주요작품이다.

## 평가
| 평가 |        |
| --- | ------ |
| 통합 점수 통합사 점수 메타크리틱 80/100 [ 4 ] 평론 점수 평론사 점수 패미츠 37/40 [ 5 ] [ 6 ] 게임스팟 6/10 [ 7 ] 닌텐도 라이프 9/10 [ 8 ] |        |
| 통합 점수 |        |
| 통합사 | 점수   |
| 메타크리틱 | 80/100 |
| 평론 점수 |        |
| 평론사 | 점수   |
| 패미츠 | 37/40  |
| 게임스팟 | 6/10   |
| 닌텐도 라이프 | 9/10   |